# 赫尔曼·冯德利特-汤姆森
赫尔曼·冯德利特-汤姆森（德語：Hermann von der Lieth-Thomsen，1867年3月10日—1942年5月5日）德国军事航空先驱，第一次世界大战期间德意志帝国陆军航空兵高级指挥官，德国军事航空之父。他于1925年与苏联空军领导人彼得·巴拉诺夫签订相关条约，并担任魏玛共和国部队办公室驻苏联莫斯科办事处主任，参与建立利佩茨克战斗机飞行员学校。